# Branimir Strenja
Branimir Strenja, (Debeljak, 19. rujna 1935. – Rijeka, 10. rujna 2014.), prvi izvanredni i opunomoćeni veleposlanik Republike Hrvatske u Narodnoj Republici Kini s punim mandatom, sa sjedištem u Pekingu, u vremenu od 1995. do 1999. godine. Akreditiran kao nerezidentni veleposlanik u Republici Mongoliji i Narodnoj Demokratskoj Republici Koreji.
Rođen 19. rujna 1935. godine u Debeljaku kod Zadra, u seljačkoj obitelji. Osnovnu školu završio u rodnom mjestu, a nižu gimnaziju s malom maturom u Zadru. Srednju Tehničku školu, Višu stručnu pedagošku i Strojarski fakultet u Rijeci. Na Ekonomskom fakultetu u Rijeci 1984. godine, obranio magistarski rad iz područja upravljanja poslovnim sistemima. 
Po završetku Pedagoške škole radio kao nastavnik na Tehničkoj školi u Rijeci. Završetkom studija na Strojarskom fakultetu 1967. godine, zapošljava se u INA-Rafinerija nafte u Rijeci. Radi na novim projektima Rafinerije na lokaciji Urinj, u početku kao asistent, a kasnije kao vodeći inženjer na gradnji i projektiranju novih postrojenja. Godine 1975. izabran je za glavnog direktora Rafinerije Rijeka i tu dužnost obavlja do 1980. godine. Zatim je izabran putem javnog natječaja za potpredsjednika Poslovnog odbora INE Zagreb. Godine 1987. prelazi na rad u SMELT Ljubljana kao voditelj projekta gradnje Rafinerije nafte u NR Kini, gradu Cantonu. Godine 1989. vraća se u INU kao glavni direktor DINA Petrokemije na otoku Krku. U INI je obavljao i funkciju direktora INA-Trgovine Rijeka i 1993. godine ponovo direktora INA-Rafinerije Rijeka.
Autor je više stručnih radova iz područja proučavanja nafte i njene upotrebe. Učesnik više međunarodnih konferencija o nafti i plinu, te tri Svjetska kongresa o nafti (Bukurešt - Rumunjska, Stavanger - Norveška, Peking - Kina).
Umirovljen je kao veleposlanik 1999. godine. Član Hrvatskog diplomatskog kluba od osnutka. Umro u Rijeci, dana 10. rujna 2014. godine. 
Nositelj je odlikovanja Medalje za rad sa srebrnim vijencem i Spomenice domovinske zahvalnosti.